# 陳志海
陳志海，KC，SC（英文：Warren Chan，1954年），中國香港人。 他在香港回歸前1994年獲委任爲御用大律師（1997年香港回歸後稱爲資深大律師），是嶺南大學榮譽法學博士、香港大學榮譽大學院士及香港中文大學榮譽院士。

## 簡歷
陳志海1954年出生於一個普通家庭，有五妹一弟，馬頭圍廉租屋出身，家境清貧。 他童年最入骨記憶是「恨吃叉燒包」。可是，他們一家人從來沒有上過一次茶樓，去沙田旅行的機會也沒有。就讀馬頭涌官立上午小學，中學入讀利瑪竇書院（中一至中二）、九龍塘模範英文中學（中三至中五）以及中華基督教會銘賢書院（預科）。
少年時期長時間流連於深水埗、石硤尾一帶，常與中學同學結伴玩樂；小學至初中時期成績差，老師的評語是「精神不集中, 求學欠認真」。他又出去過南海紗廠「寄宿」（半工讀）、當過雜工。直至去到中三那年，他遇到了心儀的女同學，認為自己要夠才華方配得上她；再加上他看到書籍《敏兒苦學記》，這兩個事件令他開始討真規劃自己的人生，慢慢培養了「窮則變，變則通」的逆境思維方式，他明白自己選擇不多，眼前唯一選擇就是靠「科舉考試」，刻苦讀書來爭取入大學。他會考成績 平平， 有幸獲得京力士校長取錄入讀銘賢書院，完成中六課程。
經過幾個月奮鬥，陳志海成功升讀香港中文大學崇基學院歷史系。但他認為歷史系前途有限，於是便苦修英文，最後以自修生的身份入讀香港大學法律系。他家住深水埗，但沒有錢住宿舍，每天到港大上學，來回要行路，坐車和坐船，耗掉差不多四個小時。
七十年代的港大法律系，教授會列出案例清單，動輒三十多個案例，涉及多本書和文章。陳志海買不起法律書，但又不及其他同學可以早進圖書館借書。由於平日晚晚教夜校，他只能爭取時間在星期六早上讀書，他逢周六早上換西裝，走入最高法院圖書館，職員沒有多加查問。因此，他便能按教授的案例清單搜羅所有書籍，然後進入「作戰」狀態，由早上九時讀到中午十二時，他強迫自己要用三小時讀完別人要花一星期才能讀完的案例。
陳志海的學習方法是在有限時間積極學習，而在其他所有零碎的時間積極思考。他坐船時看書, 坐車時思考, 過了三年爭分奪秒的生活。陳志海最後以港大法律系的第一名成續畢業，成為當年唯一的一級榮譽生。他得到港大法學士學位一年後獲得法學專業證書，取得執業大律師的資格。
陳志海認為成功之道有二，一是「窮則變，變則通」，一是「Strive for excellence, success will follow」（追求卓越，成功自會跟隨）。
他第一年做見習大律師是沒有薪金的，只好繼續靠教夜校賺錢維生，可是見習生工作其實極忙，往往要做到晚上八九時，幸好當時的師傅特別批准他提早下班教夜校。夜校學生程度差，他就用最淺白的英文講解，學生慕名而來，陳志海成為第一代「夜校補習天王」，而學校亦給他加人工。他說「即使一個月只有二百元人工，我也要做到最好，這個精神非常重要，不然，做甚麼都錢字排頭，那是本末倒置，絶對不會成功。」
捱過見習期，作為大律師，要自立門戶接個案，但租金上期、燈油火蠟，每一樣都是捉襟見肘。出身非名流，不會有世叔伯介紹大客戶，陳志海只能珍惜每一椿最小的案件，他的工作態度是，案無大小，客無貧富，每件案都盡量做到最好。他説「剛出來做事，千萬不要以為，客人不過是一個小販，案件微不足道，律師費只有五百完，就隨便上庭說兩句，敷衍了事，這樣的態度永遠不可能成功。在我心目中，沒有一件官司是微不足道的，而月，客戶愈窮，我愈要用心為他打好這場官司。我也是窮人出身，我知道，窮人的五百元代表甚麼。」
正因為盡量做到最好，陳志海漸漸打響名堂。五年後，他得到英國大律師資格；亦先後在澳洲維多利亞洲最高法院、新加坡最高法院和美國紐約州獲得執業資格。1994年，他獲委任為英女王御用大律師（即現在的資深大律師銜頭）。
陳志海對政治沒有興趣。他以全力做好大律師的本業為職志。他代表過不少的城中富豪。
後來有人問他為何陳志海可以那麼快看遍堆積如山的官司文件，他猛然醒起，這是他沒有錢買法律書籍，走入最高法院圖書館，用極速時間看書而練就出來的絶技。
陳志海坦言，最初也有覺得世界不公平，別人有一個星期時間温書，自己只有三個小時，但結果他發現這反而是一種難得的恩賜。「原來法律最重要不是死記，那只會令你的腦袋閉塞，重要的是，你要想得通透。你死啃資料的時間不多，反而能訓練你用更短時間吸收資訊，同時用更多時間想通問題。」
陳志海認爲青少年遇到困難，無需怨天怨地，也不要倚賴別人幫忙，應該從艱苦中學會變通和向上爬的精神，這樣才能讓青少年成長和建立更成功的人生；相反，如果天生已經富足，做人很容易失去動力，這樣反而對青少年的成長有害而無利。他說：「千金難買少年窮。」
最困苦的時期，原來是最寶貴的。他說「我出身貧窮，後來又接觸到很多富豪，甚至超級富豪，近距離觀察到他們的生活，我認為有錢人讀書並沒有優勢。我覺得自己幸運，年輕時很窮，所以有很強的動力去奮鬥。」
「中環價值並非絶對價值，每個人都可以在自己覺得有意義的範疇內做到最好，香港十大富豪，又有多少人讀過大學？如果你自小留意一串魚蛋成本多少、一個小舖租金多少，你可能更適合做生意，而不是考大學，如果你對藝術或者音樂有興趣，你也可在這方面全力發展，盡量做到最好，你一樣可以取得成就。成功不一定要用錢來衡量，可是，你不要碰到困難就賴人，責怪制度，責怪環境，責怪福利不足夠，你應該自己想辦法解決問題。」
陳志海對於香港與中國内地的法律教育發展都非常關心。對於推動香港的法律教育，他捐款促成香港中文大學在2004年成立法律學院。在母校香港大學法律學院，他捐款成立陳志海基金，後來更進一步設立了陳志海基金教授（人權與責任），現任香港大學法律學院院長傅華伶教授便是第一位擔任陳志海基金教授（人權與責任）的法律學者。對於中國内地的法律教育發展，他曾經捐款支持清華大學法律學院。他亦有捐贈給崇基學院, 香港中文大學博群計劃, 香港大學醫學院, 香港大學立之學院, 教育大學, 城市大學和嶺南大學等等。全國政協副主席董建華先生創立團結香港基金，董建華先生邀請了陳志海擔任該基金的理事。
回望人生，陳志海明白到當年深水埗背景的不幸，反而造就自己日後的成功。他希望用自己的經歷勉勵年輕人，他說：「將相本無種，男兒當自強。」由此至終，陳志海認爲年青人最大的資產是解決問題的能力。
他兩手空空, 從深水埗一步一步地走上太平山頂。在法庭過了25年充滿挑戰的日子後，陳志海在54歲時激流勇退，看書為樂，享受古今中外前人遺留下來的文化遺產，在悠閒中尋找人生智慧。他讀書思考後寫了三本著作，分別是《All Kinds of Everything: From Chinese Civilization to World History》，《美國另外的一面 (從1898開始)》和《中華文明圈》。

## 個人生活
1977年，陳志海以港大一級榮譽生畢業，他即與中三那年令自己力求上進的女同學結婚，婚後有兩名子女。
1987年，他一度移民到加拿大。三年後回流香港。

## 法律界的師傅及徒弟
陳志海的師傅是英女王御用大律師，資深大律師李柱銘。跟隨過陳志海學習的大律師徒弟衆多，較著名的包括香港高等法院上訴庭法官朱芬齡以及香港大律師公會的兩位前主席資深大律師梁家傑及林定國 (林定國亦成為了律政司司長),還有謝志浩資深大律師。

## 著書
- 《All Kinds of Everything: From Chinese Civilization to World History （Second Edition）》, Published by Red Publish：2015，ISBN：978-988-8380-00-8（英文）
- 《美國另外的一面 (從1898開始) (第三版)》青森文化出版，年份：2020年，ISBN：978-988-8664-82-5（中文）
- 《中華文明圈》紅出版（青森文化）出版，年份：2020年，ISBN：978-988-8664-34-4（中文）